# Mariana Rodríguez Cantú
Mariana Rodríguez Cantú (Monterrey, Nuevo León, 10 de agosto de 1995) es una empresaria, política y figura pública mexicana. Es la primera dama del estado de Nuevo León, esposa de Samuel García, gobernador de Nuevo León. Desde el 4 de octubre de 2021, es titular de Amar a Nuevo León, unidad administrativa de esa entidad encargada de prensa y relaciones públicas. En las elecciones de 2024, fue candidata para la alcaldía de Monterrey por el partido Movimiento Ciudadano.

## Biografía

### Primeros años
Nació el 10 de agosto de 1995 en Monterrey, Nuevo León. Es hija mayor de Jorge Gerardo Rodríguez Valdés y de Luisa Cantú. A su vez, descendiente de personajes de la historia de México como Viviano L. Villarreal, gobernador de Nuevo León dos veces; de Evaristo Madero Elizondo, gobernador de Coahuila; y de Gustavo A. Madero, político y revolucionario.
A los nueve años trabajó como asistente de ballet. A los quince años inició su carrera como modelo de modas. Se graduó del Tec de Monterrey como licenciada en psicología organizacional. Es propietaria de la marca Mar Cosmetics, que comercializa productos de maquillaje. Cursa una maestría en negocios por parte del Tecnológico de Monterrey.[cita requerida]
En 2015, conoció a Samuel García en Puerto Vallarta (Jalisco), con quien posteriormente tuvo una relación romántica hasta que formalizaron su noviazgo. Se casaron el 27 de marzo de 2020 en la Catedral Metropolitana de Monterrey.
El 26 de abril de 2020, a través de Instagram, anunció que tendría un hijo. No obstante, el 29 de mayo del mismo año confirmó la pérdida por un aborto espontáneo, que más tarde su médico confirmó que ocurrió por causas naturales. El 10 de marzo del 2023, tuvo a su primera hija, de nombre Mariel En julio de 2024, se dio a conocer que había perdido otro bebé

## Primera dama de Nuevo León
Desde el 4 de octubre de 2021, Samuel García se convirtió en el gobernador de Nuevo León por lo que, al ser su esposa, es referida como primera dama de dicho estado, denominación no oficial pues en México se trata de iure de una figura política para los cónyuges de los titulares del poder ejecutivo. Antes de ello anunció que renunciaría al cargo honorario de presidenta del DIF local y, de igual manera, decidió formar parte del gabinete de su esposo como titular de una nueva entidad llamada «Amar a Nuevo León», creada con la intención de coordinar, planear, administrar o ejecutar programas especiales o prioritarios a cargo de la Administración Pública, coordinar los servicios de asesoría y apoyo técnico que requiera la persona titular del Poder Ejecutivo y, en su caso, los municipios, a solicitud de los mismos, y para atender los asuntos relativos a prensa, comunicación social y relaciones públicas del Gobierno del Estado.
También se le preguntó si consideraría en un futuro comenzar una carrera política, a lo que la empresaria respondió: «Si es por ayudar, no descarto contender por un puesto de elección popular».

## Candidatura para la alcaldía de Monterrey
En 2023 anunció que buscaría la candidatura a la alcaldía de Monterrey. El 17 de marzo de 2024 se registró oficialmente como candidata. Sin embargo, no consiguió ganar la elección.

## Controversias

### Machismo
El 10 de agosto del 2020, en una videollamada en vivo realizada por Instagram junto a Samuel García, debido a que ella estaba en el suelo, él pronunció: «Estás enseñando mucha pierna. Me casé contigo pa mí, no pa que andes enseñando». Al día siguiente, un grupo de mujeres en Twitter dijeron solidarizarse con Mariana a lo que ellas consideraron que fue violencia de género e hicieron viral el hashtag #YoEnseñoLoQueQuiera en la que subieron fotografías de sus piernas.

### Elecciones de Nuevo León de 2021
Durante la campaña a la elección a gobernador de Nuevo León de 2021 en que García resultó electo, se generaron controversias respecto a su participación en la campaña electoral por promoción mediática.[cita requerida]
El 22 de julio del 2021, el Instituto Nacional Electoral (INE) multó a García por $448,000 (cuatro cientos cuarenta y ocho mil pesos mexicanos) con el argumento de que el apoyo de Mariana, en calidad de una persona física dada de alta en el Servicio de Administración Tributaria (SAT) y con su nombre en el Instituto Mexicano de Propiedad Industrial (IMPI), era un gasto de campaña no registrado.
Al respecto, Mariana presentó ante la Comisión Nacional de los Derechos Humanos (CNDH) y la Comisión de los Derechos Humanos de Nuevo León (CEDHNL), una queja por violencia política de género en contra del INE:

Las mujeres no somos un accesorio. No somos un producto ni una mercancía con un precio etiquetado. Las mujeres no debemos estar obligadas por el INE ni por nadie a elegir entre participar con nuestro esposo, o ejercer libremente nuestra profesión.

El Tribunal Electoral del Poder Judicial de la Federación llegó por unanimidad a la resolución de anular la sanción impuesta a García, bajo el argumento de que el apoyo ejercido a favor del gobernador electo se realizó bajo el régimen de sociedad conyugal y en ejercicio de su libertad de expresión.

El hecho de que Rodríguez Cantú haya registrado su nombre como una marca en el Instituto Mexicano de la Propiedad Industrial tampoco es suficiente para considerar su participación en campaña como algo comercial sujeto a fiscalización. Sin embargo, la Sala Superior del Tribunal Electoral del Poder Judicial de la Federación confirma la sanción por la intervención de la influencer en un video titulado Arráncate Nuevo León Rock, que fue producido de manera profesional junto a cantantes famosos, lejos de la espontaneidad diaria de las redes, lo cual adquiere una «connotación distinta».
Carmen Morán Breña. El País México